# Le Baiser de minuit (film, 1949)
Pour les articles homonymes, voir Le Baiser de minuit.
Pour plus de détails, voir Fiche technique et Distribution.
Le Baiser de minuit (titre original : That Midnight Kiss) est un film américain réalisé par Norman Taurog, sorti en 1949.

## Fiche technique
- Titre original : (That Midnight Kiss)
- Titre français : Le Baiser de minuit
- Réalisation : Norman Taurog
- Scénario : Bruce Manning et Tamara Hovey
- Direction artistique : E. Preston Ames et Cedric Gibbons
- Photographie : Robert Surtees
- Montage : Gene Ruggiero
- Production : Joe Pasternak
- Société de production : Metro-Goldwyn-Mayer
- Pays d'origine :  États-Unis
- Format : Couleurs - 1,37:1 - Mono
- Genre : musical
- Date de sortie : 1949

## Distribution
- Kathryn Grayson : Prudence Budell
- José Iturbi : José Iturbi
- Ethel Barrymore : Abigail Trent Budell
- Mario Lanza : Johnny Donnetti
- Keenan Wynn : Artie Geoffrey Glenson
- J. Carrol Naish : Papa Donnetti
- Jules Munshin : Michael Pemberton
- Thomas Gomez : Guido Russino Betelli
- Marjorie Reynolds : Mary
- Arthur Treacher : Hutchins
- Mimi Aguglia : Mamma Donnetti
- Amparo Iturbi : Lui-même
- Ann Codee : Mme Bouget
- Edward Earle : Jason